# Temporada 1980-81 de los Phoenix Suns
La temporada 1980-81 fue la decimotercera de los Phoenix Suns en la NBA. La temporada regular acabó con 57 victorias y 25 derrotas, ocupando el primer puesto de la Conferencia Oeste, clasificándose para los playoffs, en los que cayeron en las semifinales de conferencia ante Kansas City Kings.

## Elecciones en elDraft
Ninguno de los diez jugadores elegidos por los Suns en el Draft de 1980 llegó a jugar un solo partido en la NBA, siendo hasta ahora la única vez que pasó eso en la historia de la franquicia.

## Temporada regular
| División Pacífico        | División Pacífico | División Pacífico | División Pacífico | División Pacífico | División Pacífico | División Pacífico | División Pacífico | División Pacífico |
| Equipo                   | G                 | P                 | %                 | PD                | Casa              | Fuera             | Div               |                   |
| ------------------------ | ----------------- | ----------------- | ----------------- | ----------------- | ----------------- | ----------------- | ----------------- | ----------------- |
| y-Phoenix Suns           | 57                | 25                | .695              | –                 | 36–5              | 21–20             | 22–8              |                   |
| x-Los Angeles Lakers     | 54                | 28                | .659              | 3.0               | 30–11             | 24–17             | 19–11             |                   |
| x-Portland Trail Blazers | 45                | 37                | .549              | 12.0              | 30–11             | 15–26             | 18–12             |                   |
| Golden State Warriors    | 39                | 43                | .476              | 18.0              | 26–15             | 13–28             | 10–20             |                   |
| San Diego Clippers       | 36                | 46                | .439              | 21.0              | 22–19             | 14–27             | 14–16             |                   |
| Seattle SuperSonics      | 34                | 48                | .415              | 23.0              | 22–19             | 12–29             | 7–23              |                   |

## Playoffs

### Semifinales de Conferencia
Phoenix Suns vs. Kansas City Kings 
| Fecha       | Partido                                | Ciudad      |
| ----------- | -------------------------------------- | ----------- |
| 7 de abril  | Phoenix Suns 102, Kansas City Kings 80 | Phoenix     |
| 8 de abril  | Phoenix Suns 83, Kansas City Kings 88  | Phoenix     |
| 10 de abril | Kansas City Kings 93, Phoenix Suns 92  | Kansas City |
| 12 de abril | Kansas City Kings 102, Phoenix Suns 95 | Kansas City |
| 15 de abril | Phoenix Suns 101, Kansas City Kings 89 | Phoenix     |
| 17 de abril | Kansas City Kings 76, Phoenix Suns 81  | Kansas City |
| 19 de abril | Phoenix Suns 88, Kansas City Kings 95  | Phoenix     |
|             | Kansas City Kings gana las series 4-3  |             |

## Estadísticas
| Rk | Jugador        | Edad | P  | PT | MP   | TC  | TCI  | %TC  | T3  | T3I | %T3  | TL  | TLI | %TL  | RO  | RD  | RT  | AS  | RB  | TAP | BP  | FP  | PTS  |
| -- | -------------- | ---- | -- | -- | ---- | --- | ---- | ---- | --- | --- | ---- | --- | --- | ---- | --- | --- | --- | --- | --- | --- | --- | --- | ---- |
| 1  | Truck Robinson | 29   | 82 |    | 37.7 | 7.9 | 15.6 | .505 | 0.0 | 0.0 |      | 3.0 | 4.8 | .629 | 2.6 | 7.0 | 9.6 | 2.5 | 0.8 | 0.5 | 3.0 | 2.7 | 18.8 |
| 2  | Dennis Johnson | 26   | 79 |    | 33.1 | 6.7 | 15.4 | .436 | 0.1 | 0.6 | .216 | 5.2 | 6.3 | .820 | 2.0 | 2.6 | 4.6 | 3.7 | 1.7 | 0.8 | 2.6 | 3.1 | 18.8 |
| 3  | Walter Davis   | 26   | 78 |    | 28.0 | 7.6 | 14.1 | .539 | 0.1 | 0.2 | .412 | 2.7 | 3.2 | .836 | 0.8 | 1.8 | 2.6 | 3.9 | 1.2 | 0.2 | 2.8 | 2.5 | 18.0 |
| 4  | Jeff Cook      | 24   | 79 |    | 27.7 | 3.6 | 7.8  | .464 | 0.0 | 0.1 | .000 | 1.3 | 2.0 | .645 | 2.2 | 3.8 | 5.9 | 2.5 | 1.0 | 0.7 | 1.8 | 3.0 | 8.5  |
| 5  | Alvan Adams    | 26   | 75 |    | 27.4 | 6.1 | 11.6 | .526 | 0.0 | 0.0 |      | 2.7 | 3.5 | .768 | 2.1 | 5.2 | 7.3 | 4.6 | 1.4 | 0.9 | 3.0 | 3.0 | 14.9 |
| 6  | Johnny High    | 23   | 81 |    | 21.6 | 3.0 | 7.1  | .427 | 0.0 | 0.3 | .083 | 2.3 | 3.3 | .693 | 1.1 | 1.7 | 2.8 | 2.5 | 1.6 | 0.3 | 2.3 | 3.1 | 8.4  |
| 7  | Rich Kelley    | 27   | 81 |    | 20.8 | 2.4 | 4.8  | .506 | 0.0 | 0.0 | .000 | 2.2 | 2.9 | .758 | 1.6 | 3.8 | 5.4 | 3.5 | 1.0 | 0.8 | 2.6 | 2.6 | 7.0  |
| 8  | Kyle Macy      | 23   | 82 |    | 17.9 | 3.3 | 6.5  | .511 | 0.1 | 0.6 | .235 | 1.3 | 1.5 | .899 | 0.5 | 1.1 | 1.6 | 2.0 | 0.9 | 0.1 | 1.2 | 1.5 | 8.1  |
| 9  | Alvin Scott    | 25   | 82 |    | 17.4 | 2.1 | 4.2  | .497 | 0.0 | 0.1 | .167 | 1.2 | 1.5 | .764 | 1.2 | 2.0 | 3.3 | 1.4 | 0.7 | 0.9 | 0.9 | 1.5 | 5.4  |
| 10 | Joel Kramer    | 25   | 82 |    | 13.0 | 1.7 | 3.1  | .527 | 0.0 | 0.0 | .000 | 0.8 | 1.1 | .692 | 0.9 | 1.9 | 2.8 | 1.1 | 0.4 | 0.2 | 0.8 | 1.6 | 4.1  |
| 11 | Mike Niles     | 25   | 44 |    | 5.3  | 1.1 | 3.1  | .348 | 0.0 | 0.1 | .500 | 0.4 | 0.8 | .459 | 0.6 | 0.7 | 1.3 | 0.3 | 0.2 | 0.0 | 0.6 | 0.9 | 2.6  |

## Galardones y récords
| Jugador        | Galardón                                                             |
| Dennis Johnson | Mejor quinteto de la NBA Mejor quinteto defensivo de la NBA All-Star |
| Truck Robinson | All-Star                                                             |
| Walter Davis   | All-Star                                                             |